# Halmejärvi
Halmejärvi är en sjö i Finland. Den ligger i kommunen Hyrynsalmi i landskapet Kajanaland, i den centrala delen av landet, 500 km norr om huvudstaden Helsingfors. Halmejärvi ligger 208 meter över havet. Arean är 36 hektar och strandlinjen är 3,32 kilometer lång. Sjön  ingår i Uleälvens huvudavrinningsområde. 